# Viktoria Seeber
Victoria Seeber (Núremberg, 14 de abril de 1997) es una jugadora de voleibol y voleibol de playa alemana.

## Carrera

### Carrera de voleibol de interior
Comenzó su carrera en el equipo local de Altdorf, con quien jugó en Tercera División Este hasta 2014. En 2011 terminó segunda en la copa nacional sub-18 en Dresde con el equipo estatal bávaro. En 2014 se mudó al Allianz MTV Stuttgart, donde militó con el segundo equipo de la segunda Bundesliga Sur. En la 2018/19, la atacante exterior jugó en el club de segunda división SG Rotation Prenzlauer Berg.

### Carrera de voleibol de playa
Como jugadora de voleibol de playa, completó varios torneos juveniles de 2013 a 2016, haciendo equipo con Isabelle Liebchen, Leonie Klinke (tercer lugar en el Campeonato de Alemania Sub-20 en 2014), Leonie Körtzinger, Marie Koloseus (cuarto lugar en el Campeonato de Europa Sub-18 en Kristiansand en 2014) y Sophie Nestler (Sub-20 de Alemania 2016 -Vicecampeona). Con Nestler, Seeber también jugó para VC Olympia Berlin en el Smart Beach Tour nacional en 2017. En 2018, Seeber comenzó a nivel nacional con Yanina Weiland en el Smart Beach Tour (renombrado Techniker Beach Tour) e internacionalmente con Karoline Fröhlich en el Circuito Mundial de Voleibol de Playa de la FIVB. Aquí ganó el torneo de 1 estrella en Alanya con Sarah Schneider. En 2019, compitió con varias compañeras (por ejemplo, con Lisa Arnholdt) en el Techniker Beach Tour nacional.